# Ryszard Siwecki
Ryszard Siwecki (ur. 24 marca 1939 w Radomsku, zm. 5 grudnia 2002 w Rogowie) – polski botanik, dendrolog.

## Życiorys
W 1956 rozpoczął studia na Wydziale Leśnym Wyższej Szkoły Rolniczej w Poznaniu, jako specjalizację obrał ochronę lasu. Rok później równolegle zaczął studia z dziedziny urbanistyki i planowania przestrzennego na Politechnice Poznańskiej. W 1961 ukończył studia leśne, a rok później politechniczne. Od 1 października 1961 pracował na stanowisku asystenta inżynieryjno-technicznego w Pracowni Arboretum i Aklimatyzacji Drzew i Krzewów Instytutu Dendrologii Polskiej Akademii Nauk, równolegle uzupełniał swoją wiedzę w dziedzinie fitopatologii, która umożliwiała mu w 1965 rozpoczęcie organizacji laboratorium fitopatologicznego. W 1969 przedstawił na Wydziale Leśnym Wyższej Szkoły Rolniczej w Poznaniu pracę doktorską i uzyskał stopień doktora nauk leśnych, 2 lipca 1976 w Instytucie Biologii Stosowanej poznańskiej Akademii Rolniczej został doktorem habilitowanym. Rok później uzyskał stanowisko docenta w Instytucie Dendrologii Polskiej Akademii Nauk, od lutego 1980 do 31 maja 1982 był zastępcą dyrektora ds. nauki. Zgodnie z decyzją Przewodniczącego Rady Państwa w dniu 18 lutego 1988 otrzymał tytuł profesora nadzwyczajnego. Mianowanie na stanowisko profesora zwyczajnego Instytutu Dendrologii PAN otrzymał 21 lipca 1994, a na profesora w dniu 15 października 1997. Od 1982 należał do Zjednoczonego Stronnictwa Ludowego, a po 1990 do Polskiego Stronnictwa Ludowego. Od 1982 przez trzy lata był członkiem Rady Naukowo-Technicznej przy Ministrze Leśnictwa i Przemysłu Drzewnego, równocześnie od 1983 do 1986 był wiceprzewodniczącym Rady Narodowej w Kórniku. W 1985 należał do grupy organizatorów Wojewódzkiej Komisji Ochrony Środowiska przy Wojewódzkim Komitecie ZSL w Poznaniu, a następnie przez cztery lata przewodniczył tej komisji. W 1987 zaangażował się w reaktywację działalności Kórnicko-Bnińskiego Bractwa Kurkowego, a rok później w powstanie poznańskiego Towarzystwa im. Stanisława Mikołajczyka. Od 1989 przewodniczył Radzie Naukowej Wielkopolskiego Parku Narodowego, należał również do Komisji Ochrony Środowiska Naczelnego Komitetu ZSL.